# Lee Morgan, Vol. 3
Lee Morgan, Vol. 3 è un album di Lee Morgan, pubblicato dalla Blue Note Records nel 1957. I brani furono registrati il 24 marzo del 1957 al Van Gelder Studio di Hackensack, New Jersey (Stati Uniti).

## Tracce
Lato A
1. Hasaan's Dream – 8:46 (Benny Golson)
2. Domingo – 9:21 (Benny Golson)

Lato B
1. I Remember Clifford – 7:09 (Benny Golson)
2. Mesabi Chant – 6:10 (Benny Golson)
3. Tip-Toeing – 6:41 (Benny Golson)

## Musicisti
- Lee Morgan - tromba
- Benny Golson - sassofono tenore, arrangiamenti
- Gigi Gryce - sassofono alto, flauto
- Wynton Kelly - pianoforte
- Paul Chambers - contrabbasso
- Charlie Persip - batteria